# Keneurgenč
Gurgandž ili Keneurgenč (turkmenski: Köneürgenç, iz perzijskog: کهنه گرگانج, Kuhna Gurgāndž, ponekad navođen kao Konya-Urgench ili Urganj, u značenju: "Stari Urgenč") je arheološki lokalitet starog grada Urgenča (Ürgenç) i istoimena općina s oko 30,000 stanovnika u sjevernom Turkmenistanu, odmah uz granicu s Uzbekistanom. Keneurgenč je bio prijestolnicom Horezmijskog Carstva, o čemu svjedoče brojne građevine, zbog čega je upisan na UNESCO-ov popis mjesta svjetske baštine u Aziji i Oceaniji 2005. godine.
Stari Urgenč je bio smješten na rijeci Amu-Darja i bio je jedan od najvećih gradova na Putu svile. Njegov osnutak nije poznat, ali su velike ruševine utvrde Kirkmole datirane u vrijeme Ahemenidskog Perzijskog Carstva (550. – 330. pr. Kr.). Grad je doživio vrhunac u 12. i 13. stoljeću kada je postao prijestolnicom Horezmijskog Carstva i tada je veličinom i po broju stanovnika pretekao sve srednjoazijske gradove, uključujući Buharu. God. 1221., Mongoli pod vodstvom Džingis-kana su opustošili grad do temelja, ubivši veliki broj stanovnika, što se smatra za jedan od najvećih pokolja u povijesti.
Grad se počeo oporavljati nakon mongolskog pokolja, ali su ga stanovnici, zbog iznenadne promjene toka Amu-Darje prema sjeveru, i još jednog napada, ovog puta Timura Velikog 1370-ih, zauvijek napustili.
Područje grada su naselili Turkmeni tek 1831. godine, ali su svoja naselja izgradili izvan grada kojeg su koristili samo kao groblje. Novi grad istog imena, Urgenč, izgrađen je jugoistočno, u današnjem Uzbekistanu.
Prva arheološka iskapanja izveo je ruski arheolog Aleksandar Jakubovski 1929. godine. No, većina građevina Keneurgenča su danas ruine, a najbolje sačuvane su tri mala mauzoleja iz 12. stoljeća (Nadžadina Alkubre, Pirjar Valija i dr.) i jedan veliki raskošni iz 14. stoljeća, Mauzolej Torebega Hanima s tri velike vanjske niše koji je obnovljen 1990-ih. Najznamenitiji spomenik Keneurgenča je Gutluk-Temir minaret iz 11. stoljeća koji je svojom visinom od 60 metara bio najveći minaret od opeke prije izgradnje minareta u Džamu (Afganistan), s konca 12. stoljeća.
Možda najljepši spomenik Keneurgenča je Mauzolej Il-Arslana koji je kupasta kupola s 12 faseta u kojoj se nalazi Il Arslana, djeda Muhameda II., koji je preminuo 1172. godine. Mauzolej sulatana Tekeša ima isti oblik, ali je nešto veći. Sjeverno od grada se prostire velika srednjovjekovna nekropola.
Ovi spomenici su svjedočanstvo izvanrednih dostignuća u arhitekturi i obrtu čiji je utjecaj kasnije oblikovao arhitekturu indijskog Mogulskog carstva u 16. stoljeću.